# Gordon Beck
Gordon James Beck (* 16. September 1936 in London; † 6. November 2011) war ein britischer Jazzmusiker (Piano sowie Komposition).

## Leben und Wirken
Beck wurde 1936 im Londoner District Brixton geboren. Er hatte zunächst eine klassische Ausbildung am Piano, wurde dann aber technischer Zeichner. Er arbeitete ein Jahr in Kanada, wo sein Interesse für den Jazz erwachte. Ab 1962 spielte er in der Band von Tony Kinsey, dann mehrere Jahre im Quintett von Tubby Hayes sowie als Begleiter von Annie Ross. Gemeinsam mit Tony Oxley und Bassist Jeff Clyne gründete er ein Trio, das mehrere Platten einspielte, und live mit der Sängerin Joy Marshall und John McLaughlin auftrat (When Sunny Gets Blue: Spring '68 Sessions). Von 1969 bis 1972 spielte er in der auf den europäischen Festivals sehr erfolgreichen European Rhythm Machine von Phil Woods. Anschließend gründete Beck die Gruppe Gyroscope, spielte aber auch mit Ian Carrs Nucleus und der Piano Conclave von George Gruntz. Er wirkte auch als Studiomusiker, u. a. für Chris Hinze und Mel Tormé. Dann war er Mitglied der Gruppe von Didier Lockwood, spielte mit Allan Holdsworth auf einer Welttournee 1985 und begleitete Helen Merrill. Seit den 1990er Jahren rückten elektronische Aktivitäten in den Vordergrund.

## Diskographische Hinweise
- Experiments with Pops (Art of Life, 1968) mit Jeff Clyne, John McLaughlin, Tony Oxley
- Gyroscope (Morgan Blue Town bzw. Art of Life, 1969) mit Jeff Clyne, Tony Oxley
- Jazz Trio (Art of Life, 1972) mit Ron Mathewson, Daniel Humair
- The French Connection (Owl, 1978) solo
- Reflections (Art of Life, 1997) solo
- Not the Last waltz (Art of Life, 2003) mit Bruno Rousellet, Philippe Soirat
- Seven Steps to Heaven (Art of Life, 2005)